# Mesolicaphrium sanalfonense
Mesolicaphrium sanalfonense és una espècie extinta de mamífer litoptern de la família dels proterotèrids que visqué a Sud-amèrica durant el Miocè, fa entre 11 i 13,8 milions d'anys. Se n'han trobat restes fòssils al grup Honda (Colòmbia). Es tracta de l'única espècie del gènere Mesolicaphrium. Era un proterotèrid de mida mitjana i el seu parent més proper eren els diplasioteris. El nom genèric Mesolicaphrium és una modificació de Prolicaphrium (el nom del gènere al qual fou assignat en un primer moment) amb el prefix -meso, que indica el seu punt intermedi en el temps entre Prolicaphrium i Neolicaphrium. Per altra banda, el nom específic sanalfonense significa ‘de San Alfonso’ en llatí, en referència a un poble situat prop de la localitat tipus.